# Frederikssund Provsti
Frederikssund Provsti er et provsti i Helsingør Stift. Provstiet ligger i Frederikssund Kommune og Egedal Kommune.
Frederikssund Provsti består af 25 sogne med 26 kirker, fordelt på 15 pastorater.

## Pastorater
| Pastorater i Frederikssund Provsti | Pastorater i Frederikssund Provsti | Pastorater i Frederikssund Provsti |
| ---------------------------------- | ---------------------------------- | ---------------------------------- |
| Ferslev-Vellerup Pastorat          | Frederikssund Pastorat             | Gerlev-Draaby-Skoven Pastorat      |
| Græse-Sigerslevvester Pastorat     | Islebjerg Pastorat                 | Jørlunde Pastorat                  |
| Kyndby-Krogstrup Pastorat          | Ledøje-Smørum Pastorat             | Ølstykke Pastorat                  |
| Oppe Sundby-Snostrup Pastorat      | Skibby Pastorat                    | Skuldelev-Selsø Pastorat           |
| Slagslunde-Ganløse Pastorat        | Slangerup Pastorat                 | Stenløse-Veksø Pastorat            |

## Sogne
| Sogne i Frederikssund Provsti | Sogne i Frederikssund Provsti | Sogne i Frederikssund Provsti |
| ----------------------------- | ----------------------------- | ----------------------------- |
| Draaby Sogn                   | Ferslev Sogn                  | Frederikssund Sogn            |
| Ganløse Sogn                  | Gerlev Sogn                   | Græse Sogn                    |
| Islebjerg Sogn                | Jørlunde Sogn                 | Krogstrup Sogn                |
| Kyndby Sogn                   | Ledøje Sogn                   | Oppe Sundby Sogn              |
| Selsø Sogn                    | Sigerslevvester Sogn          | Skibby Sogn                   |
| Skoven Sogn                   | Skuldelev Sogn                | Slagslunde Sogn               |
| Slangerup Sogn                | Smørum Sogn                   | Snostrup Sogn                 |
| Stenløse Sogn                 | Veksø Sogn                    | Vellerup Sogn                 |
| Ølstykke Sogn                 |                               |                               |